# Félix Vicq-d’Azyr

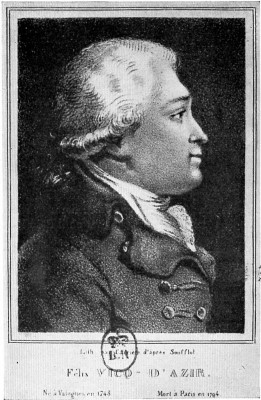
Félix Vicq-d’Azyr

Félix Vicq-d’Azyr (ur. 23 kwietnia 1746 w Valognes, zm. 20 czerwca 1794) – francuski lekarz i anatom, pionier anatomii porównawczej i odkrywca zasady homologii. Był ostatnim lekarzem królowej Marii Antoniny.
Urodził się w 1746 roku w Valognes jako syn lekarza. Naukę anatomii u Jardina du Roi rozpoczął w 1773 roku w Paryżu. W 1774 został wybrany na członka Francuskiej Akademii Nauk, z poparciem swojego przyjaciela Condorceta. Jako członek Akademii znany był z talentu pisania mów pogrzebowych, z którego to zadania wywiązywał się do 1788 roku. W 1775 Vicq-d’Azyra mianowano sekretarzem nowo utworzonego Société Royale de Médecine. Był profesorem medycyny zwierząt w Szkole w Alfort, i nadinspektorem ds. epidemii.
Jako anatom wprowadził czołowe przekroje przez mózgowie i zastosował jako pierwszy konserwację tkanek mózgu w alkoholu, co ułatwiało późniejsze wykonywanie cięć. Opisał miejsce sinawe i w 1776 roku prążek warstwy ziarnistej wewnętrznej, który jest szczególnie szeroki w okolicy bruzdy ostrogowej, znany dziś jako prążek Vicq-d’Azyra.

## Publikacje
- Éloges
- Mémoires sur l'Anatomie Humaine et Comparée
- Traité d'Anatomie et de Physiologie
- Système Anatomique des Quadrupèdes